# С петлёй на шее
«С петлёй на шее» — второй студийный альбом группы «Мастер». Запись была произведена летом 1989 года и в том же году альбом попал к массовому потребителю.

## Об альбоме
Альбом записывался на квартире звукорежиссёра Юрия Соколова в городе Химки, в которую привезли аппаратуру и двенадцатиканальный цифровой магнитофон. По причине отсутствия возможности записи живых барабанов, все партии ударных были запрограммированы. Это был первый опыт записи альбома собственными силами. Альбом выпущен в 1989 году на виниле фирмой «Мелодия» и был признан лучшим металлическим альбомом года. По официальным данным, тираж пластинок составил 2 млн экземпляров, что в США соответствует дважды платиновому статусу. В 1995 году был переиздан на компакт-диске студией «Союз».
26 октября 2019 года в клубе «Moscow 1930» группа отыграла большой концерт в честь 30-летнего юбилея альбома. В выступлении принимал участие Михаил Серышев.
Поэтесса Нина Кокорева вспоминала:

Вообще «Мастер» — это моя колыбель. После выхода их одноимённого альбома (прим. — Кокорева написала текст песни «Берегись») мне стали звонить разные люди, предлагать работу, многим я отказывала. Но когда Андрей Большаков просил меня написать для «Мастера», я всегда была этому рада.
Бытует такое мнение, что в тяжелой музыке не важны тексты, но Андрей был строг в этом плане, со мной, во всяком случае. Он всегда требовал, чтобы в песне содержалась мысль! Во второй альбом «Мастера», «С петлёй на шее», вошло уже четыре моих песни. Два текста были написаны специально для альбома, а ещё два — это мои старые стихи, написанные ещё во время работы в отделе снабжения в МИИТе.— Нина Кокорева (В.Марочкин, «Как пишутся песни?»)
27 декабря 2024 года группа «Воля и разум», состоящая из бывших музыкантов «Мастера» Андрея Большакова, Михаила Серышева и гитариста Алексея Страйка, выпустила мини-альбом «С судьбой попробуй поспорь…», состоящий из пяти перезаписанных треков на музыку Большакова с альбома «С петлёй на шее». Также в релиз вошла композиция из этого альбома «Семь кругов ада» покойного клавишника «Мастера» Кирилла Покровского. Релиз посвящён 35-летию альбома и памяти Покровского.

## Список композиций
Вся музыка написана Андреем Большаковым, кроме отмеченных.
| №   | Название                         | Текст песни       | Музыка     | Длительность |
| --- | -------------------------------- | ----------------- | ---------- | ------------ |
| 1.  | «Не хотим»                       | Нина Кокорева     |            | 3:56         |
| 2.  | «Палачи»                         | Кокорева          |            | 4:20         |
| 3.  | «Мы не рабы?»                    | Маргарита Пушкина |            | 3:05         |
| 4.  | «Когда я умру...» (соло, гитара) | —                 |            | 1:55         |
| 5.  | «Боже, храни нашу злость»        | Пушкина           | Попов      | 3:36         |
| 6.  | «Наплевать!»                     | Кокорева          |            | 3:30         |
| 7.  | «Амстердам» (соло, бас)          | —                 | Грановский | 1:32         |
| 8.  | «2000 лет (Иуда)»                | Виктор Кожемякин  | Грановский | 3:42         |
| 9.  | «Война»                          | Николай Глазков   | Попов      | 1:36         |
| 10. | «Семь кругов ада»                | Кирилл Покровский | Покровский | 3:25         |
| 11. | «С петлёй на шее»                | Кокорева          |            | 0:40         |

Список композиций для винилового варианта альбома:
- Сторона 1
  - «Не хотим»
  - «Палачи»
  - «Мы не рабы?»
  - «Когда я умру…»
  - «Боже, храни нашу злость»
- Сторона 2
  - «Наплевать!»
  - «Амстердам»
  - «Иуда»
  - «Война»
  - «Семь кругов ада»

Заглавная композиция не была включена в список по идеологическим причинам.

## Участники записи
- Михаил Серышев — вокал.
- Андрей Большаков — гитара, менеджмент
- Сергей Попов — гитара.
- Алик Грановский — бас-гитара.
- Игорь Молчанов — драм-машина
- Кирилл Покровский — клавишные, драм-машина

- Звукорежиссёр: Юрий Соколов
- Редактор: О. Глушкова
- Художники: Василий Гаврилов и Александр Гаврилов
- Фотограф: Евгений Матвеев